# 갈렙쥐
갈렙쥐(Galenomys garleppi)는 비단털쥐과 목화쥐아과에 속하는 설치류의 일종이다. 갈렙쥐속 (Galenomys)의 유일종이다. 알티플라노고원의 해발 3000m 이상의 볼리비아 서부와 페루 남부에서 발견되며, 칠레에서도 서식하는 것으로 추정하고 있다.